# Nicolas Pépé
Nicolas Pépé (Mantes-la-Jolie, 29. svibnja 1995.) profesionalni je nogometaš iz Obale Bjelokosti koji igra za Villarreal i nogometnu reprezentaciju Obale Bjelokosti na poziciji krila.
Pépé je seniorsku karijeru započeo s klubom Poteirs u petoj francuskoj ligi. Godine 2013. potpisuje s Angersom i cijelu sezonu 2015./2016. provodi u Orléansu na posudbi. Godine 2017. prelazi u Lille, te se našao u Momčadi godine Liguea 1 u sezoni 2018./19. Tog ljeta, Pépé se pridružuje engleskom gigantu Arsenal za klupsku rekordnu naknadu od 72 milijuna funti, te osvaja FA kup u prvoj sezoni.

## Rani život
Pépé je rođen u Mantes-la-Jolie, Île-de-France.

## Klupska karijera

### Poitiers
Pépé je karijeru započeo prvotno igrajući kao vratar lokalnog kluba Solitaire Paris Est do svoje 14. godine. Kad je njegov otac Celestin, zatvorski čuvar, premješten u Poitiers, Pépé je započeo seniorsku karijeru kao napadač s Poitiers u Championnat de France Amateur 2 (peta liga) u sezoni 2012./13. 

## Priznanja

### Klupska
Arsenal
- FA kup: 2019./20.

## Vanjske poveznice
- Profil, Foot-national.com